# Walsleben (Brandemburgo)
Walsleben é um município da Alemanha, situado no distrito de Ostprignitz-Ruppin, no estado de Brandemburgo. Tem 31,78 km² de área, e sua população em 2019 foi estimada em 768 habitantes.